# Forum sociale
Il forum sociale (in inglese Social forum) è un luogo di incontro per organizzazioni e individui della società civile che si oppongono al neoliberismo e a quel che i suoi partecipanti considerano il dominio del mondo da parte del capitalismo e dell'imperialismo. Il primo raduno dei forum sociali fu il Forum sociale mondiale (WSF) tenutosi nel gennaio 2001 a Porto Alegre. L'evento fu pensato come un contro-forum al Forum economico mondiale (WEF) tenutosi a Davos nello stesso periodo. Mentre il WSF considera il WEF come un incontro delle élite politiche ed economiche del mondo, il WSF riunisce le forze sociali e mira a promuovere la democratizzazione e la giustizia sociale.
Dopo il primo Forum sociale mondiale, questo tipo di convegno sociale è stato replicato in tutto il mondo attraverso vari forum sociali transnazionali, nazionali e locali. La maggior parte, anche se non tutti, i forum sociali aderiscono alla Carta dei principi del WSF, redatta dal Consiglio internazionale del WSF. Le diversità dei partecipanti ai forum sociali ha riflesso le diversità del Global justice movement.

## Forum sociali transnazionali
- Forum sociale africano
- Forum sociale delle Americhe
- Forum sociale asiatico
- Forum sociale europeo (ESF)
- Forum sociale del Mediterraneo
- Forum sociale panamazzonico
- Forum sociale dell'Africa meridionale
- Forum sociale mondiale

## Forum sociali nazionali
- Forum sociale austriaco
- Forum sociale belga
- Forum sociale bielorusso
- Forum sociale danese
- Forum sociale finlandese
- Forum sociale tedesco
- Forum sociale greco
- Forum sociale ungherese
- Forum sociale norvegese
- Forum sociale rumeno
- Forum sociale svizzero
- Forum sociale tailandese
- Forum sociale turco
- Forum sociale statunitense

## Forum sociali regionali e locali

### Canada
- Forum sociale del Québec

### Germania
- Berlin Social Forum
- Bremen Social Forum
- Bochum Social Forum
- Erlangen Social Forum
- Freiburg Social Forum
- Heidelberg Social Forum
- Leipzig Social Forum
- Pforzheim Social Forum
- Reutlingen Social Forum
- Saar Social Forum
- Tübingen Social Forum

### Gran Britannia
- Cardiff Social Forum
- Liverpool Social Forum
- London Social Forum
- Manchester Social Forum
- Sheffield Social Forum

### India
- India Institute for Critical Action: Centre in Movement

### Italia
- Genoa Social Forum

### Spagna
- Forum sociale di Siviglia

### Svezia
- Gothenburg Social Forum
- Gävle Social Forum
- Skåne Social Forum
- Stockholm Social Forum
- Umeå Social Forum
- Uppsala Social Forum

### Stati Uniti d'America
- Forum sociale di Boston
- Southeast Social Forum
- Local to Global Justice Teach-in

## Social forum tematici
- Social Forum of Architecture